# الهجرات الإغريقية في العصر الحديدي

التوزع الجغرافي للهجات اليونانية خلال الفترة القريبة من عصر الهجرات

تأثرت الهجرات الإغريقية في العصر الحديدي بالسكان المهاجرين وسط التغيرات التي حدثت في اليونان وإعادة الإعمار منذ منتصف القرن الحادي عشر قبل الميلاد حتى نهاية القرن التاسع قبل الميلاد (العصور المظلمة اليونانية). أدت هذه الحركات السكانية إلى استيطان الجزر الإيجيه وقبرص وكريت والساحل الغربي من آسيا الصغرى، وتأسيس مدن جديدة أصبحت لاحقًا مراكز الحضارة الإغريقية. حدثت الهجرات على شكل موجات متتابعة مؤلفة من مجموعات قبلية تُعرف بالهجرات الأيوليكية والأيونية والدوريكية والأركادية. اختلفت هذه الهجرات عن الاستعمار الإغريقي في فترة اليونان العتيقة، فكانت هجرات حسب الظروف أكثر من كونها هجرات ناجمة عن عملية استعمار مخططٍ لها، وكانت تلك الهجرات موثقة تاريخيًا بشكل أقل، وغالبًا ما تشمل زعيمًا أو قائدًا أسطوريًا أو شخصية شبه أسطورية كهرقل أو أوريستيس اللذين وردا في الوثائق التاريخية بصفتهما زعماء أولئك المستوطنين.

## الحركات داخل البر الرئيس لليونان

### تأسيس حضارة الدوريين داخل اليونان الوسطى
على امتداد القرن الثالث عشر قبل الميلاد، انتقل الدوريون، الذين من المرجح أنهم جاؤوا من مناطق إبيروس ومقدونيا الجنوبية، نحو مناطق في أقصى الجنوب ومارسوا سلطتهم في منطقة اليونان الوسطى، وكان مركز تلك السلطة في دوريس. حل الدوريكيون محل السكان الأصليين في جنوب اليونان، وعرفوا تعدين الحديد، وهناك، نمت قوة عظمى بسرعة في المنطقة المهضبة من اليونان الوسطى، ومن هناك، دفعت الضرورة بالدوريكيين إلى التوسع جنوبًا نحو مناطق استوطنها الأيتوليون واللوكريون في الأزمنة القديمة. باستيلاء الدوريكيين على المنطقة، استطاعوا إزالة السكان الأصليين، الدريوبيين، الذين اضطروا إلى الهروب نحو وابية وجزر سيكلادس وأرغوليذا الجنوبية. في وابية، أقام الدريوبيون دولة، وكان مركزها كاريستوس، بينما أوجدوا في أرغوليذا الجنوبية مدنًا هي إرميوني وأسيني وماسيس. كانت هجرة الدروبيين أول موجة هجرة مهمة في منطقة جنوب اليونان في تحوّل ملحوظ عن هجرات العصر البرونزي والعصر الحديدي.

### الغزو الدوريكي لشبه جزيرة بيلوبونيز
بعد استحكام سيطرة الدوريكيين على منطقة ستيرياس، نظموا حملة عسكرية ضد ملوك آخايا الأغنياء والأقوياء في شبه الجزيرة البيلوبونيزية. انضم إلى حملتهم قبيلتان مجاورتان، وهما قبيلة الأيتوليين والبيوتيين، والذين ربما شاركوا الدوريكيين في الحرب أو وجدوا أنفسهم تحت سلطة الدوريكيين في تلك الفترة. في منتصف القرن الثاني عشر قبل الميلاد، هاجم الدوريكيون بيلوبونيز، وعبروا مضيق ريو  بأسطولهم. وفقًا للعادة، عبر الدوريكيون مضائق ريو أنتيريو وصولًا إلى بيلوبونيز، ومنذ وصولهم عبر السفن (أو ناوس بالإغريقية)، سُميت مدينة ناوباكتوس (حاليًا اسمها نافباكتوس) تيمنًا بتلك الحادثة.
بعد عبورهم ووصولهم إلى بيلوبونيز، انقسم الدوريكيون إلى 4 أقسام، تحرك كل قسم للاستيلاء على واحدة من ممالك آخايا الرئيسة. تحركت إحدى المجموعات بقيادة كريسفونتس نحو ميسينيا واستولت على مملكة بيلوس. انتقلت مجموعة ثانية تحت قيادة أرسطوديموس نحو لاكونيا واستقرت في أسبرطة، بينما استولت المجموعة الثالثة على آرغوس وموكناي تحت قيادة تيمينوس. من المتوقع أن دمار موكناي على أيدي الدوريكيين حدث نحو العام 1150 قبل الميلاد. أخيرًا، تحركت المجموعة الأخيرة بقيادة إليتيس ابن إبوتيس نحو برزخ كورنث واستولت على المنطقة المحيطة بكورنث.
جلبت هيمنة الدوريكيين على بيلوبونيز المزيد من الثورات والتغيرات في التركيبة السكانية. انتقل سكان آخايا في آرغوليس نحو الشمال واستقروا في آخايا، وأجبروا الأيونيين الذين كانوا يديريون تلك المنطقة على الرحيل منها، ثم انتقلوا شرقًا من منطقة كورنث. في البداية، استوطن هؤلاء في وابية، وطردوا السكان السابقين هناك، ويُطلق عليهم اسم أفانتس، واستمروا في الانتقال نحو بحر آيجة وساحل آسيا الصغرى.